# Vlad Van Mechelen
Vlad Van Mechelen (ur. 2 czerwca 2004) – belgijski kolarz szosowy.
Kolarstwo uprawiali również jego matka (Erika Ališkevičiūtė), ojciec (Francis Van Mechelen) oraz siostra (Gloria Van Mechelen).

## Osiągnięcia
Opracowano na podstawie:

2022
- 2. miejsce w Manavgat Side Junior
  - 1. miejsce na 2. etapie
- 1. miejsce w Guido Reybrouck Classic
- 2. miejsce w Giro di Primavera
- 3. miejsce w Gipuzkoa Klasika
- 1. miejsce w klasyfikacji punktowej Trophée Centre Morbihan
  - 1. miejsce na 1. etapie
- 3. miejsce w Route des Géants
- 3. miejsce w mistrzostwach świata juniorów (start wspólny)